# Casmosaure
El casmosaure (Chasmosaurus) és un gènere de dinosaure ceratòpsid que visqué al període Cretaci en el que avui en dia és Alberta, Canadà. Mesuraven aproximadament uns 5 metres de longitud i pesaven unes 3,6 tones. Com tots els ceratòpsids, eren quadrúpedes i herbívors.
Els primers fòssils de chasmosaure foren trobats l'any 1902. L'espècie fou descrita per primera vegada l'any 1914 per Lawrence M. Lambe, del Departament d'Investigacions Geològiques del Canadà, a partir de les restes trobades l'any anterior per Charles Sternberg i els seus fills.